# Dendrobium hkinhumense
Dendrobium hkinhumense är en orkidéart som beskrevs av Paul Ormerod och C.Sathish Kumar. Dendrobium hkinhumense ingår i släktet Dendrobium, och familjen orkidéer. Inga underarter finns listade i Catalogue of Life.